# 海部郡 (德島縣)
海部郡（日语：／ Kaifu gun */?）是位於德島縣南部的一郡。

## 行政區域
現轄有以下3町：
- 牟岐町
- 美波町
- 海陽町

過去的範圍還包括現在的那賀郡那賀町南半部地區。

## 歷史
過去原本屬於那賀郡，在平安時代末期那賀郡的南部地區被獨立分出設置為海部郡。

### 年表
- 1889年10月1日：實施町村制，海部郡下轄：三岐田村、阿部村、日和佐村、赤河内村、牟岐村、淺川村、川東村、川上村、川西村、鞆奧村、宍喰村、下木頭村、中木頭村、奧木頭村、上木頭村。（15村）
- 1907年1月1日：日和佐村改制為日和佐町。（1町14村）
- 1915年11月10日：牟岐村改制為牟岐町。[1]（2町13村）
- 1922年4月17日：三岐田村改制為三岐田町。（3町12村）
- 1923年1月1日：鞆奧村改制為鞆奧町。（4町11村）
- 1924年8月10日：宍喰村改制為宍喰町。（5町10村）
- 1929年7月1日：下木頭村被併入那賀郡宮濱村（現已合併為那賀町）。（5町9村）
- 1933年1月1日：奧木頭村改名為木頭村。
- 1951年1月1日：上木頭村、木頭村、中木頭村改隸屬那賀郡，同日中木頭村改名為平谷村。（5町6村）
- 1955年2月11日：阿部村和三岐田町合併為由岐町。（5町5村）
- 1955年3月31日：（6町1村）
  - 川東村、淺川村、川上村合併為海南町。
  - 鞆奧町和川西村合併為海部町。
- 1956年9月30日：赤河內村改制為町，但同日日和佐町併入其中，因此赤河內村改制後的町同時改名為日和佐町。（6町）
- 2006年3月31日：（3町）
  - 海南町、海部町、宍喰町合併為海陽町。
  - 由岐町和日和佐町合併為美波町。[2]

### 變遷表
| 1989年10月1日 | 1889年～1926年         | 1926年～1954年                | 1955年～1989年         | 1989年～現在              | 現在                      |
| ------------- | ---------------------- | ----------------------------- | ---------------------- | ------------------------- | ------------------------- |
| 三岐田村      | 1922年4月17日 三岐田町 | 1922年4月17日 三岐田町        | 1955年2月11日 由岐町   | 2006年3月31日 美波町      | 2006年3月31日 美波町      |
| 阿部村        |                        |                               | 1955年2月11日 由岐町   | 2006年3月31日 美波町      | 2006年3月31日 美波町      |
| 日和佐村      | 1907年1月1日 日和佐町  | 1907年1月1日 日和佐町         | 1956年4月30日 日和佐町 | 2006年3月31日 美波町      | 2006年3月31日 美波町      |
| 赤河内村      |                        |                               | 1956年4月30日 日和佐町 | 2006年3月31日 美波町      | 2006年3月31日 美波町      |
| 牟岐村        | 1915年11月10日 牟岐町  | 1915年11月10日 牟岐町         | 1915年11月10日 牟岐町  | 1915年11月10日 牟岐町     | 1915年11月10日 牟岐町     |
| 淺川村        | 淺川村                 | 淺川村                        | 1955年3月31日 海部町   | 2006年3月31日 海陽町      | 2006年3月31日 海陽町      |
| 川東村        |                        |                               | 1955年3月31日 海部町   | 2006年3月31日 海陽町      | 2006年3月31日 海陽町      |
| 川上村        |                        |                               | 1955年3月31日 海部町   | 2006年3月31日 海陽町      | 2006年3月31日 海陽町      |
| 川西村        | 川西村                 | 川西村                        | 1955年3月31日 海南町   | 2006年3月31日 海陽町      | 2006年3月31日 海陽町      |
| 鞆奧村        | 1923年1月1日 鞆奧町    | 1923年1月1日 鞆奧町           | 1955年3月31日 海南町   | 2006年3月31日 海陽町      | 2006年3月31日 海陽町      |
| 宍喰村        | 1924年4月10日 宍喰町   | 1924年4月10日 宍喰町          | 1924年4月10日 宍喰町   | 2006年3月31日 海陽町      | 2006年3月31日 海陽町      |
| 下木頭村      | 下木頭村               | 1929年7月1日 併入那賀郡宮濱村 | 1957年1月1日 上那賀町  | 2005年3月1日 合併為那賀町 | 2005年3月1日 合併為那賀町 |
| 中木頭村      | 中木頭村               | 1951年1月1日 那賀郡平谷村     | 1957年1月1日 上那賀町  | 2005年3月1日 合併為那賀町 | 2005年3月1日 合併為那賀町 |
| 上木頭村      | 上木頭村               | 1951年1月1日 那賀郡上木頭村   | 1957年1月1日 上那賀町  | 2005年3月1日 合併為那賀町 | 2005年3月1日 合併為那賀町 |
| 上木頭村      | 上木頭村               | 1951年1月1日 那賀郡上木頭村   | 1957年1月1日 木頭村    | 2005年3月1日 合併為那賀町 | 2005年3月1日 合併為那賀町 |
| 奧木頭村      | 奧木頭村               | 1951年1月1日 那賀郡木頭村     |                        | 2005年3月1日 合併為那賀町 | 2005年3月1日 合併為那賀町 |